# Nannorhynchides corneus
Nannorhynchides corneus är en plattmaskart som beskrevs av Brunet 1965. Nannorhynchides corneus ingår i släktet Nannorhynchides och familjen Cicerinidae. Inga underarter finns listade i Catalogue of Life.